# Митягин, Василий Николаевич
Василий Николаевич Митягин (1934, д. Мохнаткины, Орловский район, Кировская область, СССР — август 2012, Качканар, Свердловская область, Россия) — Герой Социалистического Труда (1964), заслуженный рационализатор РСФСР, бригадир монтажников Нижнетагильского специализированного строительно-монтажного управления «Уралстальконструкция» в Свердловской области.

## Биография
Родился 25 января 1934 года в деревне Мохнаткины (на территории Орловского района Кировской области, ныне не существует) в крестьянской семье.
В 1947 году окончил 6 классов 7-летней школы в Колково.
Вскоре переехал в Нижний Тагил, где в 1951 году окончил школу ФЗО № 73 по специальности «монтажник». В 1951—1953 годах работал монтажником в Нижнетагильском специализированном строительно-монтажном управлении «Уралстальконструкция». В 1953—1956 годах проходил срочную службу в Советской Армии, где получил профессию «водитель».
После демобилизации вернулся на завод. В 1958 году, окончив курсы бригадиров в Новосибирске, стал бригадиром бригады монтажников. С декабря 1959 года на строительстве Качканарского ГОКа. Вместе с бригадой за 2 года смонтировали 3600 тонн стальных конструкций и 500 кубометров сборного железобетона. В это время внёс 17 рацпредложений. Затем был прорабом. После окончания строительства Качканарского ГОКа был переведён прорабом на строительство объекта в Тюменской области. В 2001 году вышел на пенсию, жил в Качканаре.
Скончался 1 августа 2012 года в Качканаре.

## Память
В 2014 году на доме № 2 микрорайона 6А в Качканаре, где жил Василий Николаевич, установлена мемориальная доска с его именем.

## Награды
16 июня 1964 года Митягину было присвоено звание Герой Социалистического Труда с золотой медалью «Серп и Молот» и орден Ленина «за выдающиеся производственные успехи, достигнутые при строительстве кислородно-конверторного цеха Нижнетагильского металлургического комбината имени В. И. Ленина и первой очереди Качканарского ГОКа Средне-Уральского совнархоза».